# Cristina Almeida

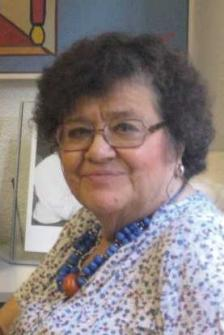
Cristina Almeida

María Cristina Almeida Castro (* 24. Juli 1944 in Badajoz) ist eine spanische Rechtsanwältin und Politikerin.
Sie studierte Jura an der Universität Madrid und eröffnete 1967 ihre erste Anwaltskanzlei, in der sie in erster Linie Mandanten im Bereich Arbeitsrecht und politische Gefangene vertrat; mittlerweile ist sie stärker in der Vertretung missbrauchter und misshandelter Frauen und im Ehe-/Scheidungsrecht engagiert. Sie gilt als soziale und feministische Rechtsanwältin.
Von 1963 bis 1981 war Almeida Mitglied des (bis 1977 verbotenen) Partido Comunista de España (PCE), bevor sie als Teil eines „Reformflügels“ nach Auseinandersetzungen mit Generalsekretär Santiago Carrillo die Partei verließ. Für den PCE saß sie seit 1979 in der Stadtregierung von Madrid. Von 1979 bis 1983 war sie außerdem Vorsitzende der Bezirksversammlung von Fuencarral und von 1981 bis 1983 Bildungs- und Kulturstadträtin Madrids.
1986 war sie eines der Gründungsmitglieder des neuen Linksbündnisses Izquierda Unida (IU), für das sie 1989–1993 und 1996–1999 Mitglied des Abgeordnetenhauses des spanischen Parlaments war. Innerhalb der Izquierda Unida gehörte Almeida zum Block der Parteiunabhängigen, die insbesondere nach der Wahl Julio Anguitas zum Vorsitzenden des PCE (dem wichtigsten anderen Block der IU) und zum Generalsekretär der IU in Opposition zu diesem standen. Die Blöcke unterschieden sich vor allem darin, dass die PCE-Führung der sozialdemokratischen Regierungspartei Partido Socialista Obrero Español (PSOE) die Rolle als führende Linkspartei streitig machen und die Unabhängigen stärker die Annäherung an den PSOE suchen wollten. Anguita wird hauptsächlich dafür verantwortlich gemacht, dass Almeida und andere (Nicolás Sartorius, Pablo Castellano) nicht für die Parlamentswahlen 1993 nominiert wurden. Almeida und andere Mitglieder der IU gründeten 1996 innerhalb des Linksbündnisses die Partei Partido Democrático de Nueva Izquierda (PDNI, dt. Demokratische Partei der Neuen Linken), deren Vorsitzende Almeida wurde.
Nach Auseinandersetzungen mit IU-Führer Anguita trat der PDNI schließlich 1997 aus der Izquierda Unida aus und schloss sich 1999 dem PSOE an, zunächst für ein Wahlbündnis, das 2000 zum institutionellen Beitritt der PDNI zum PSOE führte. Almeida kandidierte 1999 als sozialistische Kandidatin für die Präsidentschaft der Autonomen Gemeinschaft Madrid und für das Parlament der Autonomen Gemeinschaft. Bei den Wahlen um die Regionalpräsidentschaft unterlag sie dem Christdemokraten Alberto Ruiz-Gallardón; bei den Parlamentswahlen errang sie einen Sitz. Von 1999 bis 2003 war sie als entsandte Vertreterin der Region Madrid Mitglied des spanischen Senats und hier von 1999 bis 2000 zweite Sprecherin des Bildungs- und Kulturausschusses und von 2000 bis 2003 zweite Vorsitzende des Ausschusses für Belange der Autonomen Gemeinschaften.
Als Herausgeberin und Autorin wirkte sie an verschiedenen Zeitschriften zu Rechts- und Frauenfragen sowie von Nachbarschaftsvereinigungen mit. (Nachbarschaftsvereinigungen entstanden im Spanien der Franco-Zeit aufgrund oftmals unkontrollierter Bautätigkeit und mangelhafter Infrastruktur und bildeten einen Teil der Opposition gegen die Diktatur). Sie schrieb den Essay La mujer y el mundo del trabajo (1982).
2006 wirkte sie an einer Fernsehsendung des spanischen Privatsenders laSexta mit, in der Kurse für komödiantische, politische und anderweitige Monologe gegeben werden.